# Spotswood (New Jersey)
Spotswood – miejscowość  w hrabstwie Middlesex w stanie New Jersey w USA. Miasto zarządzane na podstawie aktu prawnego Faulkner Act. Kod pocztowy (ZIP code) to: 08884.
- Liczba ludności (2000) – ok. 7,9 tys.
- Powierzchnia – 6,4 km², z czego 6,0 km²   to powierzchnia lądowa, a 0,4 km²  wodna
- Położenie – 40°23'34"  N  i 74°23'33" W